# Sudetenländische Treibstoffwerke
Sudetenländische Treibstoffwerke byla společnost, která vlastnila chemickou továrnu na výrobu syntetického benzínu Hydrierwerke Brüx.
Dne 9. října 1939 vznikla Sudetenlandische Treibstoffwerke AG (zkráceně STW) se základním kapitálem sto milionů říšských marek, z nichž 98 % patřilo koncernu Reichswerke Hermann Göring (Reichswerke AG für Erzbergbau und Eisenhütten „Hermann Göring“).

## Soběstačnost
V tajném memorandu ze srpna 1936 Adolf Hitler psal: „Německá výroba paliv pokročila nejrychlejším tempem a k úplnému dokončení zbývá 18 měsíců. K tomuto úkolu je nutno přistupovat se stejným odhodláním jako k vedení války. Nadcházející válka závisí na jejím průběžném zásobování palivy a ne na předzásobených skladech benzínu.“
Dne 18. října 1936 vydal Hitler nařízení k provedení čtyřletého plánu (RGBl. I., S. 887), ve kterém pověřil předsedu pruské vlády Hermana Göringa provedením všech potřebných opatření k jeho uskutečnění. Ustanovil ho jako zmocněnce pro čtyřletý plán (Beauftragter für den Vierjahresplan) s pravomocí vydávat výnosy a správně právní předpisy, vztahující se k řízení válečného hospodářství. Čtyřletý plán představil Göring dne 28. října 1936 v berlínském Sportpalastu.
Na území podrobeném německému vlivu vzniklo do roku 1943 celkem 23 závodů na výrobu syntetického benzínu. Z toho 14 závodů využívalo přímou hydrogenaci pomocí Bergius-Pierova procesu a 9 závodů využívalo nepřímou hydrogenaci pomocí Fischer-Tropschova procesu.[zdroj?]

## Sudetenländische Treibstoffwerke
Jedním ze závodů využívající Bergius-Pierova procesu byl závod Sudetenländische Treibstoffwerke (SUTAG, krátce také STW), který byl s roční projektovanou kapacitou 600 000 tun jedním z největších hydrogenačních závodů. Závod se nacházel v Záluží u Litvínova a byl součástí Reichswerke Hermann Göring.
Dne 28. března 1939 byly zahájeny projekční práce firmou Mineralöl Baugesellschaft A.G.
Dne 5. května 1939 provedl župní vedoucí (gauleiter) Konrad Henlein symbolický výkop, a tím zahájil výstavbu hydrogenačního závodu Hydrienwerk Brüx.
Vedoucím výstavby byl jmenován Dipl. Ing. Fridrich Amon, generálním ředitelem se stal Dr. Paul Damm, který vlastnil část akcií.
Základní surovinou bylo kvalitní hnědé uhlí, které dodávala ze svých dolů společnost SUBAG (Sudetenländische Bergbau), která vznikla arizací majetku „ústeckých" Petschků. Byla součástí Reichswerke Hermann Göring.[zdroj?] Generálním ředitelem byl Dipl. Ing. Hans Nathow, který byl také člen představenstva Sudetenländische Treibstoffwerke AG, Brüx.
Dne 17. srpna 1940 vyšel inzerát poptávající obchodní a mzdové účetní a auditory. Od roku 1940 se začalo budovat energetické centrum T-200, které dodávalo páru a elektrickou energii. Součástí energocentra byly i tři stometrové komíny z monolitického železobetonu. Firma Wayss & Freytag tuto technologii použila jako první na území současné České republiky. Dne 28. prosince 1940 vyšel inzerát poptávající stavbyvedoucího se zkušenostmi z vedení rozsáhlých staveb. Inzerát zmiňoval, že zajímavé staveniště je krásně situováno na jižním svahu Krušných hor.

## Tábory
Nejvyšší počet nuceně nasazených na území dnešní ČR měl za druhé světové války mostecký region. Dílčím důvodem bylo vyhnání Čechů po obsazení Sudet, kteří zdejší ekonomice chyběli. Zásadním důvodem byla stavba chemičky, kde pracovalo v květnu 1942 více než 30 000 lidí. Tito lidé pocházeli z celé Evropy, někteří přišli dobrovolně a mohli pracoviště po ukončení smlouvy opustit. Většinu tvořili pracovníci, kteří pracovali pod pohrůžkou trestu. Byli to váleční zajatci, vězni, ostarbeiteři, totálně nasazení. Obyvatelé Protektorátu byli od 4. května 1942 „přikazováni“ podle § 14 vládního nařízení 154/1942 Sb.: „Práce schopní obyvatelé Protektorátu mohou býti přikázáni také na práce v ostatním území Říše.“
Zajatecké tábory v Mostě, Záluží u Mostu a další byly spravovány z ústředního tábora Stalag IV C v Bystřici u Dubí. Jedním z mnoha byl Tábor 17-18, který se nacházel v blízkosti areálu hydrogenačního závodu STW.[zdroj?]
Systém nucené práce ve Třetí říši zahrnoval i Zajatecké stavební a pracovní prapory neboli Batalliony. Od 6. února 1942 do 2. listopadu 1943 byl nasazen Batallion 4, nasazení Batallionu 27 bylo uvedeno v roce 1942. Oba tyto prapory byly složeny z francouzských zajatců a mohly mít asi 1 800 členů.

## Výroba
V říjnu 1941 byly spuštěny karbonizační pece. Dne 12. listopadu 1941 vyjely první cisternové vlaky s uhelnými dehty na finální rafinaci do Böhlenu.  Od 5. června 1942 vycházely inzeráty s nabídkami práce popsanými v rejstříku. Jednalo se o referenční číslo (Kennzilter) 156, což byli chemičtí inženýři a laboratorní technici, nejlépe se zkušenostmi v oboru uhlí a dehet nebo zkušenostmi s testováním ropy, vody a plynu. Byli potřeba i vysokoškoláci či středoškoláci (Kennzilter 161) pro pozice provozní inženýr (vedoucí provozu) pro provoz turbíny a generátoru, provozní inženýr (chemik) pro monitorování systémů úpravy vody strojní inženýři pro monitorování zařízení. Dále byly poptáváni laboranti a laborantky (Kennzilter 157) nebo i nevyškolený personál, který má zájem o laboratorní práci.
Dne 15. prosince 1942 vyjel z STW první vlak se syntetickým benzínem a naftou.

## Oil campaign
Oil campaign je název, který dali stratégové USAAF a RAF tažení (kampani) proti infrastruktuře, která zajišťovala pohonné hmoty a maziva německým jednotkám. Jednalo se o ropná pole, rafinerie, továrny na syntetický benzín, sklady a železniční seřadiště. Označení bitva o benzín není přesné a vyhýbá se mu i autor Radovan Helt, když mluví o letecké válce:
- nebojovalo se o pouze o benzín
- byla to cca roční kampaň, při které proběhly desítky bitev (byť pojem bitva je používán i u delších konfliktů)
- Battle For Fuel (bitva o palivo) byla obrovská propagandistická kampaň britského Ministerstva paliv a energie na podporu úspor paliv[31]

Už během výstavby byl STW připraven na letecké útoky. Od srpna 1942 byly v okolí umístěny balonové uzávěry tzv. „Sperrballonen". Hrad Hněvín byl využit jako protiletecká hlásná služba Luftwaffe (Flakmelldedienst). Severozápadně od Mostu bylo umístěno až 300 děl různých ráží a baterie protileteckých světlometů. Od začátku války do 12. května 1944 bylo vyhlášeno 71 leteckých poplachů. Prostor byl při náletech uměle zamlžován. Stometrové komíny přesto trčely nad oblak kouře, a i když byly opatřeny maskovacím nátěrem, prozrazovaly polohu závodu.

### Nálety:
- Nálet dne 12. května 1944 byl součástí mise (Mission 353),[32] která zahrnovala další čtyři petrochemické závody. Byl ohlášen leteckým poplachem, který trval od 13.30 do 14.40. Byl to 24. letecký poplach v roce 1944.[28] Nálet si vyžádal 586 obětí.[16]
- Nálet dne 21. července 1944 poškodil výrobu minimálně. Bomby dopadly většinou na přilehlé tábory zahraničních dělníků a válečných zajatců a zabily 195 osob.[33]
- Nálet dne 11. září 1944 (Mission 623) byl tragédií pro třináct amerických bombardérů, které byly sestřeleny nad obcí Kovářská.[33]
- Při náletu v noci na 16. ledna 1945 zaútočilo 231 bombardérů typu Lancaster britské RAF.[34] Závod byl těžce poškozen a do konce války se jej nepodařilo obnovit.[35]
- Nálet dne 5. března 1945 byl poslední.[7]

### Následky letecké kampaně
Hitler si na 30. května 1944 povolal Edmunda Geilenberga, generálního ředitele hutí v Braunschweigu, a s okamžitou platností jej jmenoval generálním komisařem pro mimořádná opatření. Byl spuštěn tzv. Geilenbergův program, který zahrnoval zajištění výroby paliva ve Třetí říši. Výroba paliva měla být rozdělena do mnoha malých podzemních zařízení.
Jako odpad vznikal při výrobě syntetického benzínu polokoks. Ministr Albert Speer rozhodl, že polokoksové generátory nahradí generátory na dřevo, které byly namontovány na osobních a nákladních automobilech. Jediným schváleným typem v Protektorátu byl generátor G. Grunerta. „Plynový generátor není stavem přechodným, ani zjevem válečným."[ujasnit]

## Technologie
Zkapalňování uhlí je souhrnné označení pro procesy, které produkují uhlovodíky přidáváním vodíku do uhlí. V zásadě existují dva procesy: přímá hydrogenace uhlí pomocí Bergius-Pierova procesu a druhá nepřímá úprava prostřednictvím zplyňování uhlí pomocí Fischerovy-Tropschovy syntézy.[zdroj?]

### Bergius-Pierova metoda
První významný proces zkapalňování uhlí vyvinul Friedrich Bergius v letech 1910 až 1925. Tento vysokotlaký proces následně zdokonalil Matthias Pier. Jedná se o přímou hydrogenaci, která se provádí ve dvou fázích:[zdroj?]
- V první, tzv. spodní fázi, se kaše dehydrovaného, rozemletého a smíchaného uhlí s mazacím olejem zkapalňuje na těžké a střední oleje v přítomnosti práškových kovových katalyzátorů při tlacích 200 barů a teplotách kolem 450 °C.
- Ve druhé, plynné fázi, se oleje získané ve spodní fázi hydrogenují pomocí pevných katalyzátorů.

Proces Bergius–Pier byl původně vyvinut pro středoněmecké hnědé uhlí a teprve později byl převeden na hydrogenaci černého uhlí. První továrna v průmyslovém měřítku byla spuštěna v roce 1927 v Leuně. Leunawerke měla roční kapacitou 100 000 tun. Do roku 1944 bylo v německé sféře vlivu postaveno celkem čtrnáct hydrogenačních závodů, které pracovaly podle Bergius-Pierova procesu. Největší provozovala společnost Hydrierwerke Pölitz AG u Štětína s roční výrobou 700 000 tun.[zdroj?]

### Fischerova-Tropschova syntéza
V roce 1925 objevili pracovníci Institutu Kaisera Wilhelma pro výzkum uhlí, Franz Fischer a Hans Tropsch reakci, která je jednou z nejdůležitějších v oblasti heterogenní katalýzy. Při Fischerově-Tropschově syntéze se vodní plyn – směs vodíku a oxidu uhelnatého – vhání na žhavý koks a přeměňuje se na řadu produktů, která sahá od plynných alkanů po vosky. Tento proces našel v roce 1936 průmyslové uplatnění v Ruhrchemie AG v Oberhausenu. Do roku 1943 bylo v Německu postaveno celkem devět závodů, které pracovaly s technologií Fischer-Tropsch Ruhrchemie. Největší provozovala společnost Braunkohle-Benzin AG ve Schwarzheide s roční produkcí 180 000 tun syntetických paliv.[zdroj?]

## Bytová výstavba
Zamýšlená výroba syntetického benzínu vyžadovala tisíce pracovníků, pro které bylo zapotřebí vystavět byty. Již v listopadu 1939 se o výstavbě velkých bytových sídlišť (Siedlung) začalo jednat. Mělo jít o sídliště Brüx II a Rössel v Mostě s 600 bytovými jednotkami a velký urbanistický celek v Litvínově, který měl obsahovat až 4 000 bytových jednotek. Po stránce urbanistické řešili sídliště urbanisté Ing. F. Rölling, Ing. O. Christen, Dipl. Ing. St. Krumpholtz, prof. Hermann Jansen, Ing. Walter Moest a Ing. Alfred Cuda.
Domy byly postaveny v tzv. Heimatstylu, ve kterém byly prvky lidové architektury kombinovány s prvky historických stylů, které vyhovovaly nacistické ideologii.

## Po druhé světové válce

### Okupační zóny Spojených států, Spojeného království a Francie
Za porážku hitlerovského Německa zaplatili spojenci obrovskými lidskými a materiálními oběťmi. Materiální škody začaly být odškodňovány válečnými reparacemi. V rámci reparací byly rozebrány četné průmyslové závody. Západní spojence motivovala nejen snaha o odškodnění, ale i potřeba oslabit německý zbrojní průmysl. Ten zahrnoval i provozy na výrobu syntetického benzínu. Demontáže závodů se setkaly s námitkami německých úřadů, které poukázaly na ztrátu pracovních míst a význam závodů pro německou ekonomiku jako celek. Protestovali i zaměstnanci, kteří se snažili demontáži podniků zabránit.[zdroj?]
Dne 8. dubna 1949 ministři zahraničí Spojených států, Spojeného království a Francie potvrdili a schválili ve Washingtonu dohody na téma likvidace závodů, zakázaných a omezených průmyslových odvětví. Tato dohoda zakazovala přímou nebo nepřímou výrobu benzínu, oleje a mazacích olejů z černého uhlí nebo lignitu Bergiovým hydrogenačním procesem, Fischerovou-Tropovou syntézou nebo obdobnými procesy.
Dne 22. listopadu 1949 byla podepsána nedaleko Bonnu Petersberská dohoda. Konrad Adenauer tak dosáhl zastavení demontáže závodů. Zákaz výroby byl definitivně zrušen v roce 1951.[zdroj?]

### Území mimo okupační zóny Spojených států, Spojeného království a Francie
Podle Postupimské dohody mohl Sovětský svaz k uspokojení svých reparačních nároků použít vhodný německý majetek nalézající se v zahraničí. Závod Hydrierwerke Brüx nebyl demontován, ale ponechán na místě a předán jako „dar československému lidu“. K připomínce dárce nesla chemička nějaký čas jméno „Stalinovy chemické závody“, později „Stalinovy závody“.
Sověti demontovali a odváželi zařízení hydrogenačních závodů podobně jako ostatní spojenci. Zlom v politice reparací v sovětské okupační zóně nastal 5. června 1946, kdy Sovětská vojenská administrativa v Germanii (SVAG) vydala příkaz č. 167: Podniky sídlící v okupační SSSR jsou považovány za vyňaté z německého vlastnictví, jako zápočet pro válečnou reparaci a stávají se majetkem Sovětského svazu. Majetek spravovala Sovětská akciová společnost (SAG).[zdroj?]
Technické vybavení německých podniků již nemělo být demontováno a odváženo, ale mělo pokračovat ve výrobě na místě. Sedm let vyráběly závody benzín a ostatní produkty pro Sovětský svaz. Téměř všechny závody ve středním Německu fungovaly až do poloviny sedmdesátých let 20. století. Poslední závod v Zeitzu byl uzavřen v roce 1990. Závod na syntézu v Policích (Pölitz) u Štětína pokračoval ve výrobě ve velkém měřítku až do roku 1972.[zdroj?]
Na území Československa začal platit ode dne 23. května 1945 Dekret č. 5/1945 Sb., a protože hydrogenační závod v Záluží úmyslně a záměrně sloužil německému vedení války, byl podle tohoto dekretu znárodněn.[zdroj?]
Ministr průmyslu vyhlásil dne 27. prosince 1945 (Ú. l. I č. 15/1946, běž. č. 235 a Ú. v. č. 5/1946, běž. č. 228),  že podnik Československá továrna na motorová paliva (Sudetenländische Treibstoffwerke, Aktiengesellschaft) se sídlem v Horním Litvínově, byl dnem 27. října 1945 znárodněn zestátněním včetně podniků, u kterých mu náleží více než polovina kapitálu, pokud jde o závody a majetek na území československého státu. Byly to tyto závody:
- Grossdeutsche Umsiedlungsgesellschaft, Aussenstelle Sudetengau, Teplice-Šanov
- Mineralöl-Baugesellschaft m. b. H., Berlín,

Hydrogenační závod v Záluží byl několikrát přejmenován:
- Československá továrna na motorová paliva a.s. Horní Litvínov
- Stalinovy chemické závody, n. p. Most[48]
- dne 7. března 1946 Stalinovy závody, n. p., Horní Litvínov[49]
- dne 24. února 1962 Chemické závody Československo-sovětského přátelství Záluží u Mostu
- hovorově se závodu říkalo Hydrák a později Staliňák.

Výroba byla obnovena 3. června 1945. Výroba benzínu z hnědého uhlí byla nákladná, a tak začátkem roku 1947 padly návrhy na její zrušení. Zrušení výroby benzínu bylo definitivně odvrženo po odmítnutí Marshallova plánu. Do roku 1950 zajišťoval podnik 50% kapalných pohonných hmot pro potřeby československého průmyslu, v roce 1962 to bylo 20%. Hydrogenace uhlí skončila až v roce 1972, kdy byla zahájena výstavba ropné rafinerie a napojení na ropovod Družba.[zdroj?]

## Muzea, pomníky, stavby
- Památník válečným obětem, které se podílely na výstavbě samotného závodu vystavěného za druhé světové války Němci, nebo zde zahynuly při bombardování spojenci v letech 1944–1945 od autorky Markéty Oplištilové.[52][53]
- Muzeum letecké bitvy nad Krušnohořím 11. září 1944 v Kovářské
- Stalag IV C v Bystřici u Dubí připomenut informační tabulí

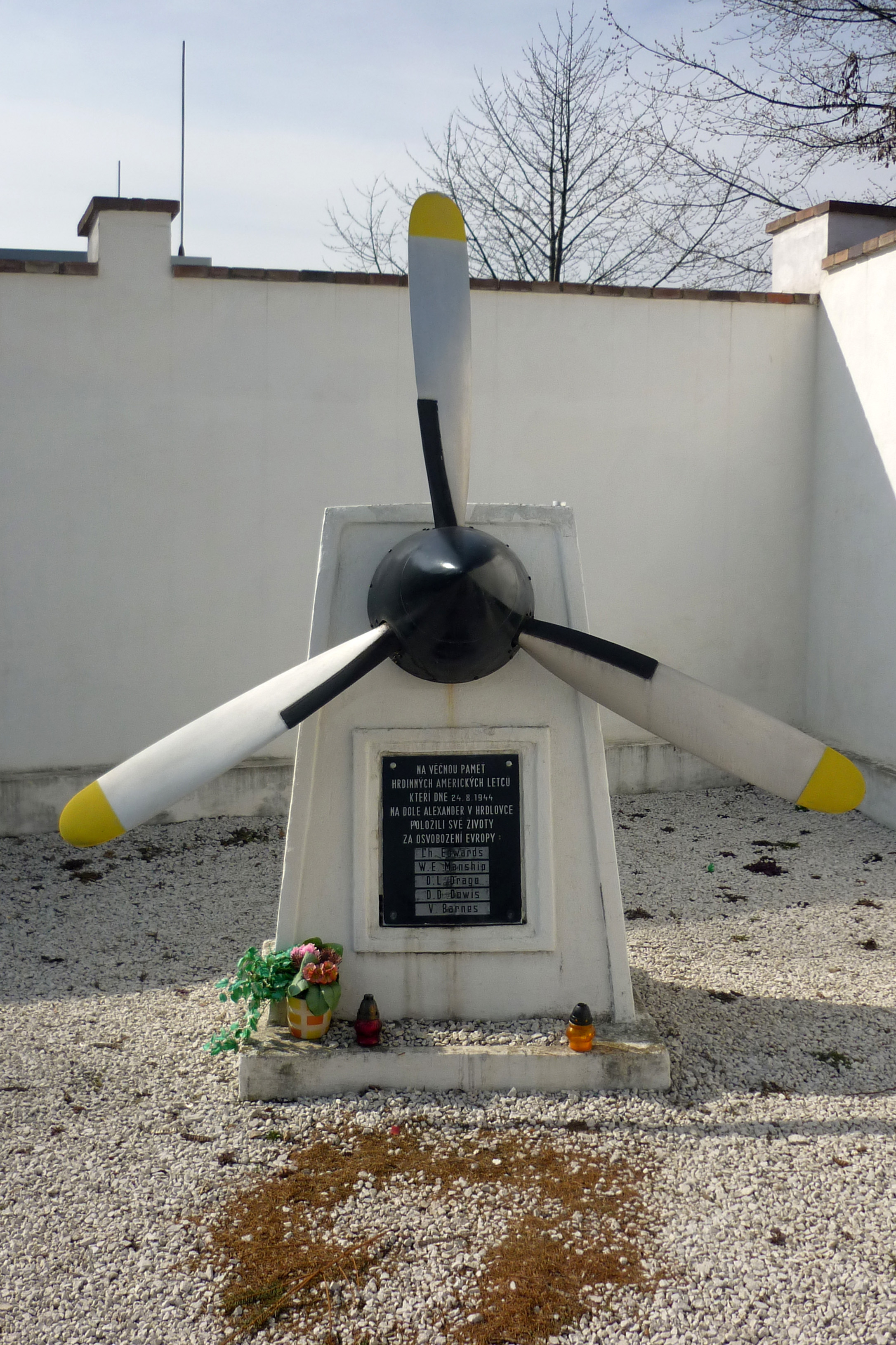
Pomník vojákům americké armády na hřbitově v Duchcově

- Pomník vojákům americké armády v Teplicích k uctění památky letců 15. armády USA
- Pomník letcům USAAF na Cínovci k uctění památky letců 8. letecké armády
- Pomník letcům USAAF v Mukově k uctění památky letců 8. letecké armády
- Domy se zahradami v Horním Litvínově, které projektovali Gustav Allinger, zahradní architekt, Werner Issel a Karl Wilhelm Ochs[54]
- Domy v Mostě-Souši mezi Širokým vrchem a Resslem (50.511268868, 13.622059412)[8]
- Úpravna vody a průmyslový vodovod v Dolních Zálezlech[55]
- Masový hrob v Kopistech[56]
- Pomník vojákům americké armády na hřbitově v Duchcově[57]